# Conochitina
Genre
Conochitina est un genre de chitinozoaires de la famille éteinte des Conochitinidae.
Les espèces sont trouvées dans des terrains datant de l'Ordovicien au Silurien.

## Liste des espèces
- †Conochitina rugata Nõlvak 2007[2].

- †Conochitina decipiens
- †Conochitina havliceki
- †Conochitina poumoti
- †Conochitina symmetrica

### Noms en synonymie
* †Conochitina elegans Eisenack, 1931 = †Pistillachitina elegans (Eisenack) — Nõlvak & Bauert, 2006[réf. nécessaire]